# Cathédrale Saint-Apollinaire de Valence
Ne doit pas être confondu avec la cathédrale Sainte-Marie de Valence en Espagne.
La cathédrale Saint-Apollinaire de Valence est le plus ancien monument de la ville de Valence dans le département de la Drôme. Située sur la place des Ormeaux dans le quartier du Vieux Valence, elle est classée sur la liste des monuments historiques de 1862.

## Histoire
L'évêque Gontard (1063–1099) impulse la construction de cet édifice dans le quartier historique du Vieux Valence. Elle est consacrée le 5 août 1095 sous le triple nom de saints Cyprien, Corneille et Apollinaire par le pape Urbain II qui se rendait au concile de Clermont pour prêcher la première croisade. On peut toujours voir la pierre de dédicace dans le mur sud de la cathédrale.
En 1281, la foudre touche le clocher, qui est remplacé par une flèche en charpente recouverte d'ardoises. Au XVe siècle, une nouvelle chapelle est édifiée à la place de l'abside du transept sud (c'est l'actuelle sacristie).
Détruite lors des guerres de Religion, la cathédrale est reconstruite au XVIIe siècle et son clocher, qui menaçait ruine après avoir été de nouveau foudroyé, est remplacé au XIXe siècle.
L'architecture de cette cathédrale l'apparente à d'autres monuments d'Auvergne et du Velay, notamment les décors en pierres polychromes. Elle possède un déambulatoire, permettant le passage des pèlerins et confirmant son rôle d'église étape sur le chemin vers Saint-Jacques-de-Compostelle.
Elle a été incendiée à deux reprises, en 1562 et 1567, par les huguenots et reconstruite à partir de 1604 dans le style roman initial.
En 1799, le pape Pie VI est exilé et envoyé en France. Il est octogénaire, très affaibli et sa course s'arrête à Valence, où il meurt le 29 août 1799. D'abord inhumé à Valence, son corps est ramené à Rome, mais les Valentinois réclament son cœur et ses entrailles, qui sont restitués et toujours conservés dans la cathédrale. Le passage du pape et de ses gardes suisses incita un pâtissier à créer un biscuit sablé en forme de personnage, le Suisse, qui est toujours une spécialité de Valence.
Le 17 novembre 1822, la foudre tombe encore sur la flèche de l'édifice, incendiant la tour du clocher qui s'effondre. Deux étages sont reconstruits sur les vestiges de la tour entre 1824 et 1826. Très vite, des lézardes apparaissent et la foudre fragilise de nouveau l'édifice en 1837.
La cathédrale est classée monument historique depuis 1862.
Un incendie s'est déclaré à l'intérieur de la cathédrale le 27 septembre 2021 aux alentours de 19 h, il a très vite été contrôlé. Il a vraisemblablement été déclenché par accident à la suite du traitement du bois pour lutter contre les insectes xylophages.

## Architecture
La cathédrale se situe en partie haute de la vieille ville, dominant les anciens remparts et les bas quartiers du bord du Rhône. Une petite terrasse se trouve devant le clocher-porche, dont l'entrée n'est plus utilisée. Au sud, elle est bordée par la place des Ormeaux, dont l'ancien évêché occupe la partie opposée, aujourd'hui musée d'Art et d'Archéologie de Valence. On entre dans la cathédrale par une porte latérale de cette place, ou du côté nord par une autre porte donnant sur la petite place du Pendentif de Valence où se trouve ce monument célèbre pour sa voûte caractéristique. À cet endroit se trouvait le cloître.
L'ensemble de l'édifice, bien que presque entièrement reconstruit au XVIIe siècle, conserve toutes les caractéristiques de la première cathédrale romane.

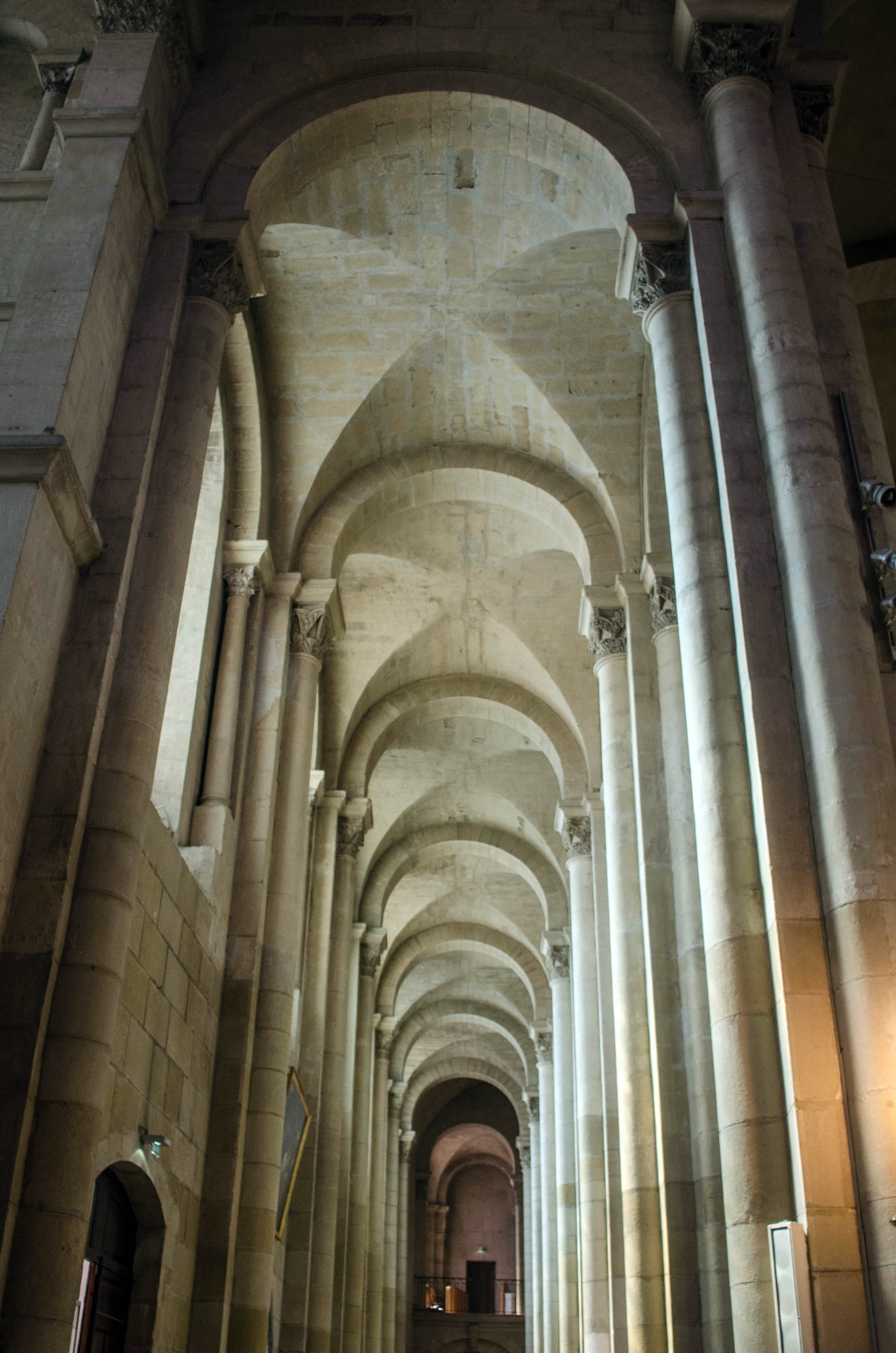
Collatéral sud.
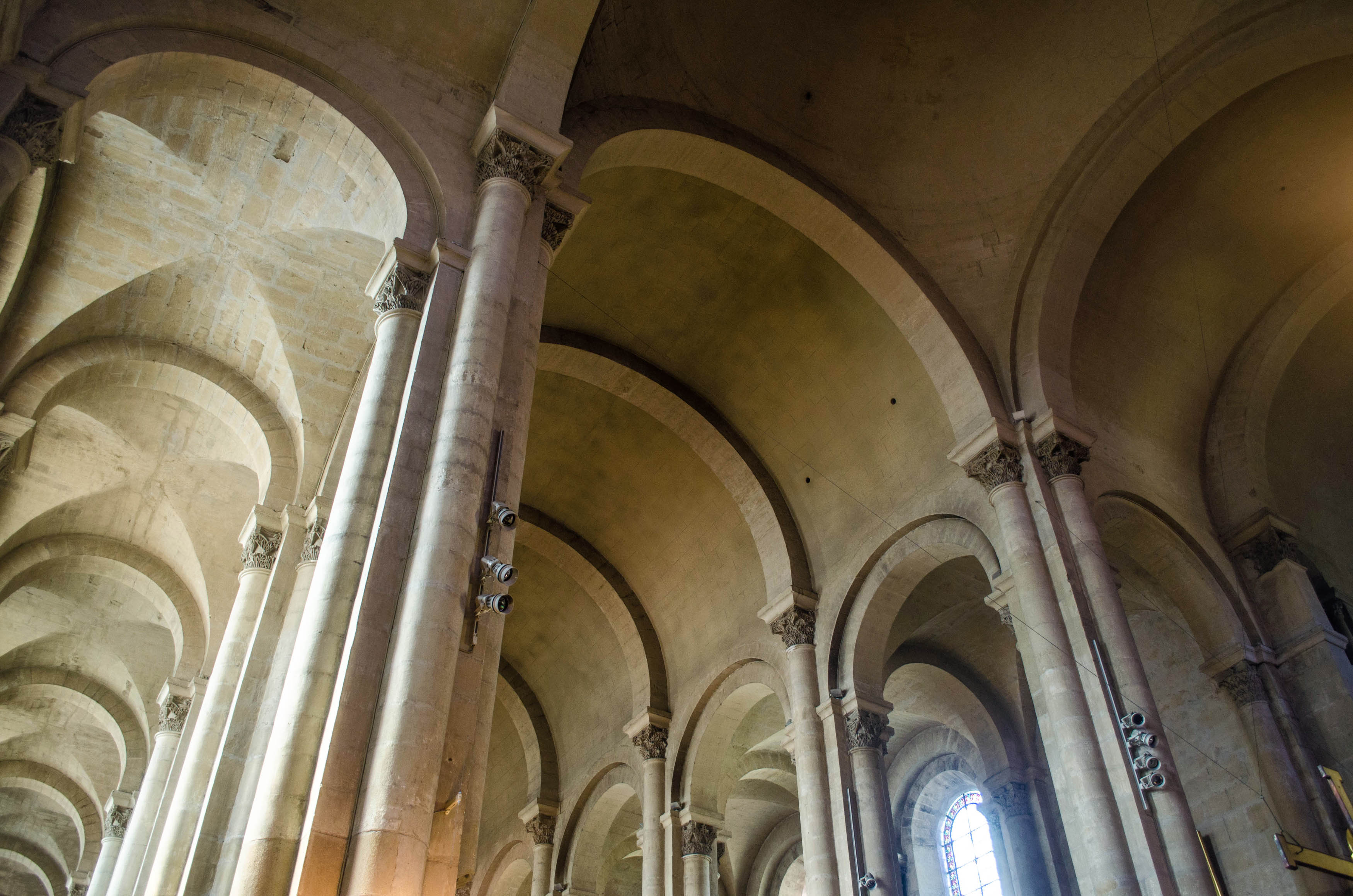
Collatéral sud et nef centrale.

### Nef
La longue et haute nef, divisée en sept travées, est voûtée en berceau sur arcs-doubleaux reposant sur des demi-colonnes adossées à des piliers carrés. À l'extrémité ouest une tribune supporte l'orgue, ouverte sur la nef par une grande arcade en plein cintre avec une clé ornée d'un blason. De chaque côté de la nef se trouvent des collatéraux voûtés en berceaux croisés qui communiquent avec la nef par des arcs en plein cintre. Les collatéraux ne comportent pas de chapelles. La nef est assez sombre, l'éclairage ne venant que des baies en plein cintre des collatéraux.

#### Collatéraux

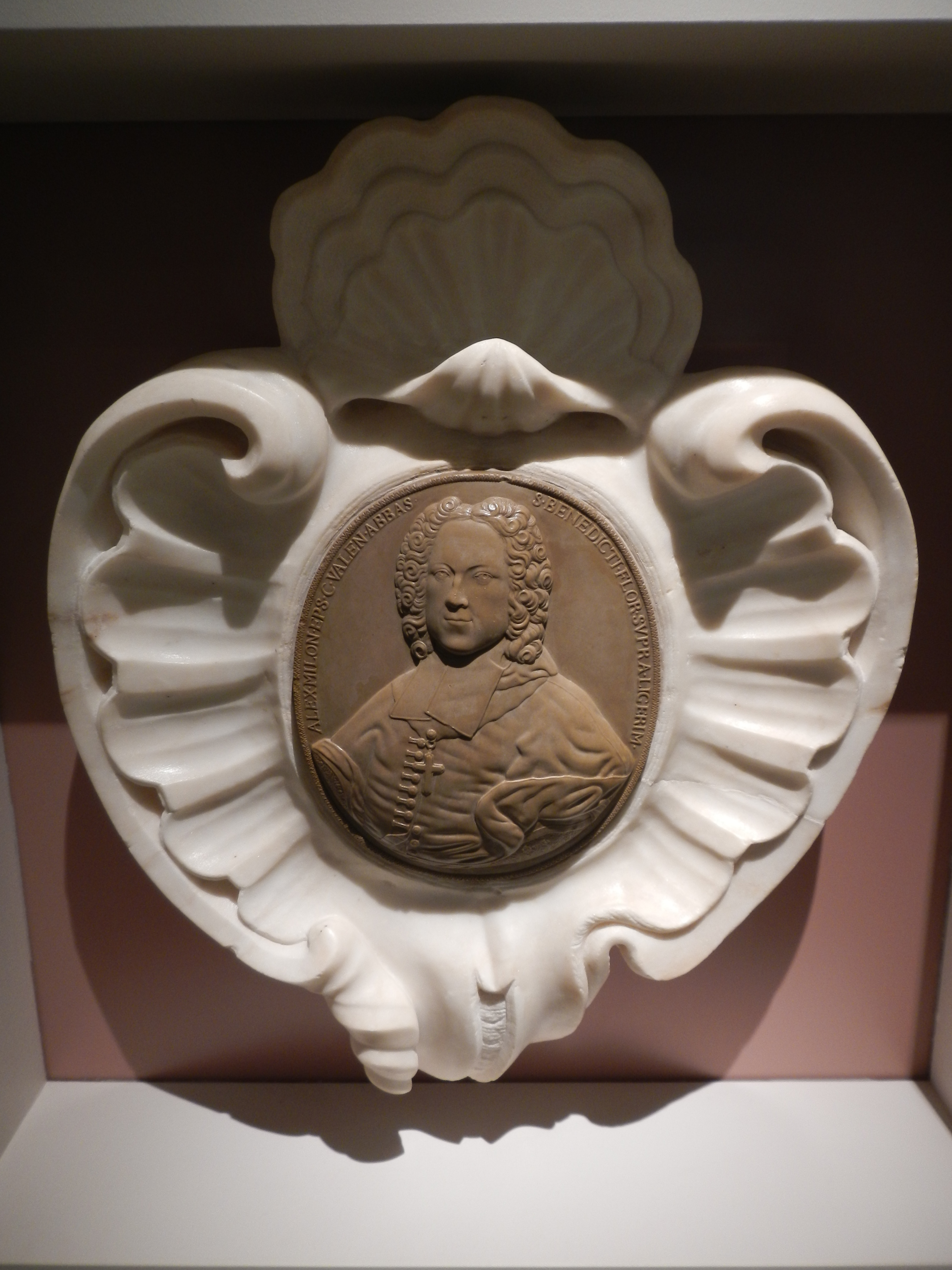
Médaillon de Alexandre Milon dans le musée de Valence.

Dans les collatéraux se trouvent entre autres :
- la pierre tombale de l'évêque Alexandre Milon de Mesme

### Transept
Dans le transept se trouvent plusieurs bustes et autels. Entre autres :
- le buste de l'évêque Emmanuel-Marie-Joseph-Anthelme Martin de Gibergues

### Prolongement de la nef

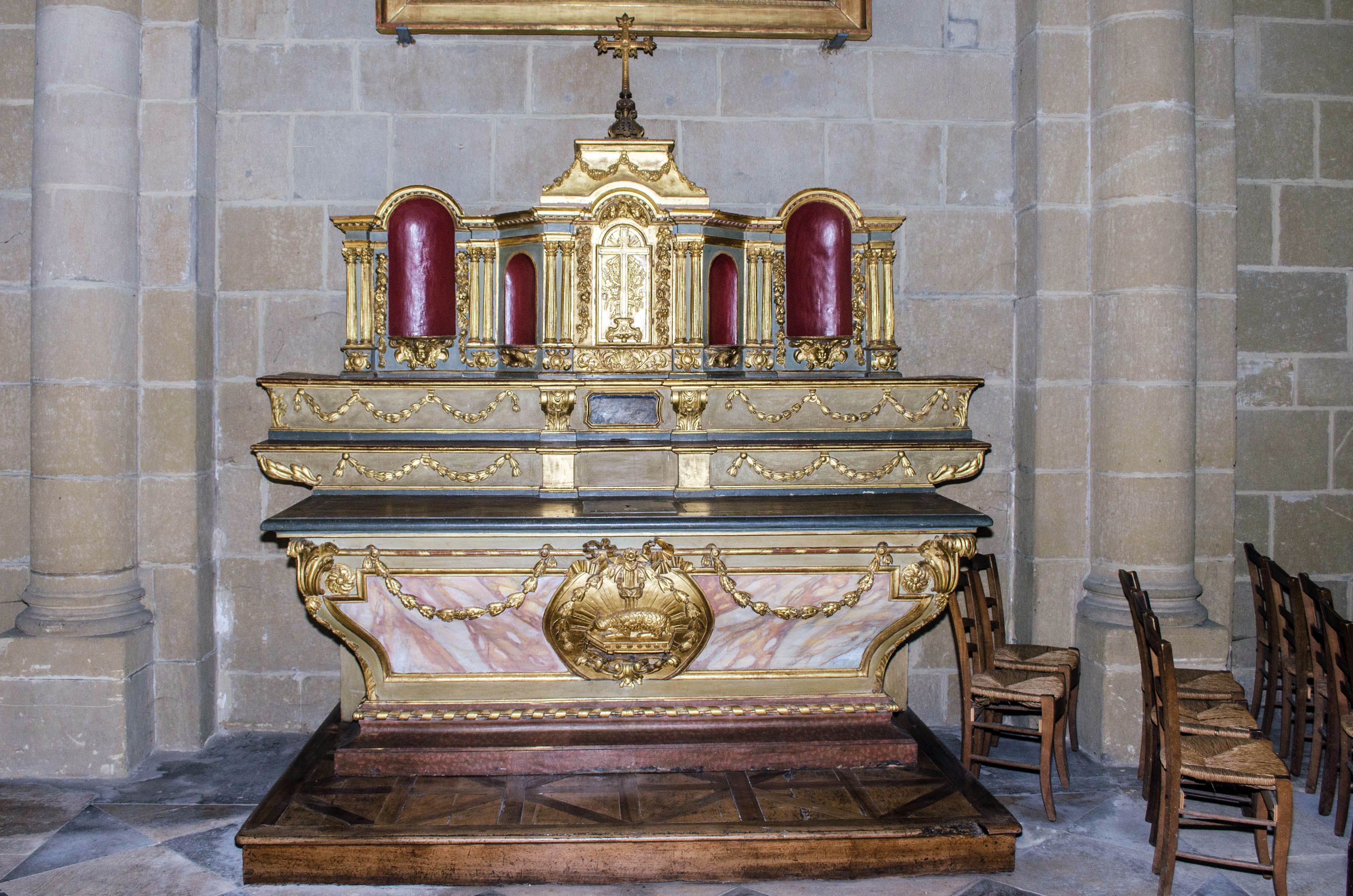
Autel XVIIIe siècle, nef côté nord.
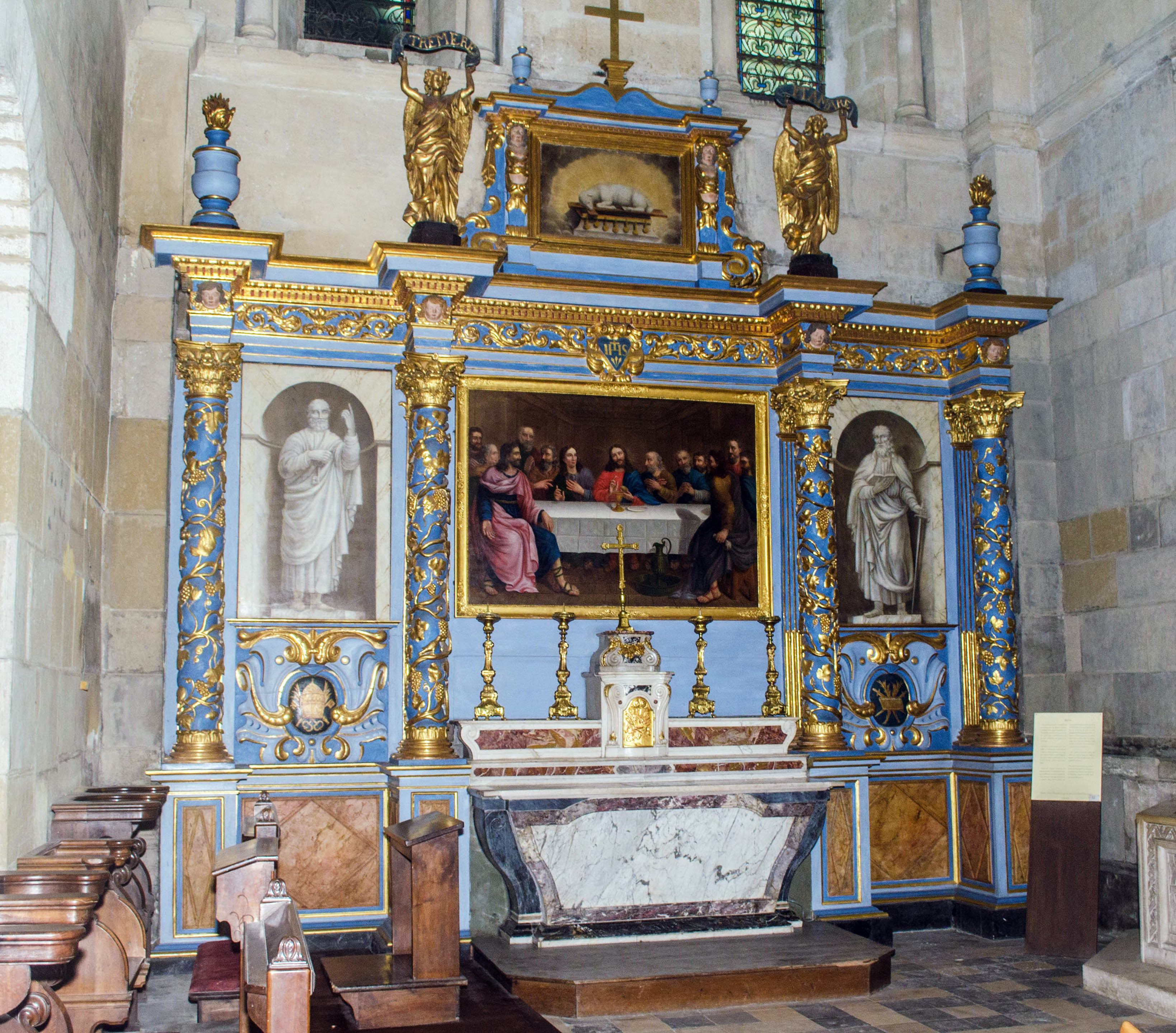
Retable de la Cène.

#### Chœur et abside

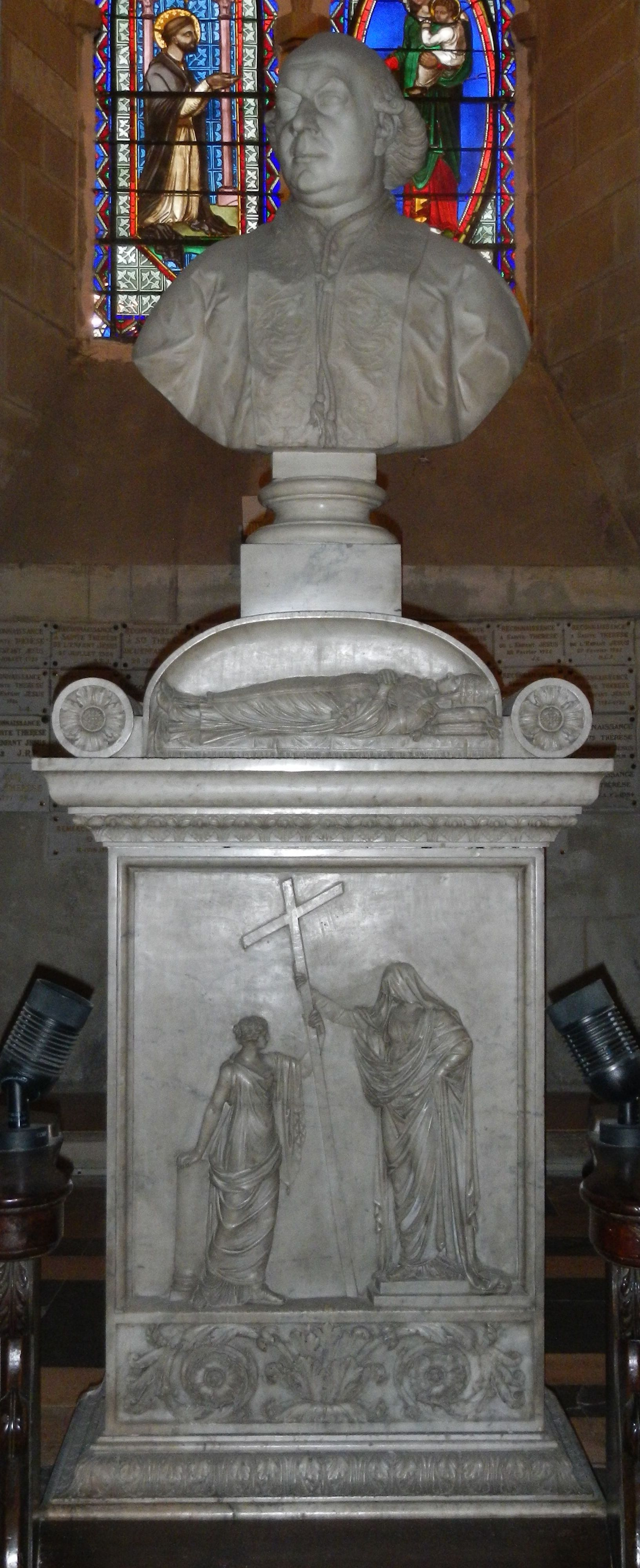
Le buste de Pie VI

Le chœur en demi-cercle suit directement le transept sans travée intermédiaire, il est entouré de colonnes cylindriques qui supportent, par des chapiteaux, de petits arcs surhaussés. Au-dessus, trois baies l'éclairent, enfin une voûte en cul-de-four coiffe l'ensemble. L'abside est polygonale et s'ouvre sur des absidioles semi-circulaires dont chacune abrite une chapelle. Une baie en plein cintre s'ouvre dans chaque chapelle et dans les pans de murs droits qui les séparent.

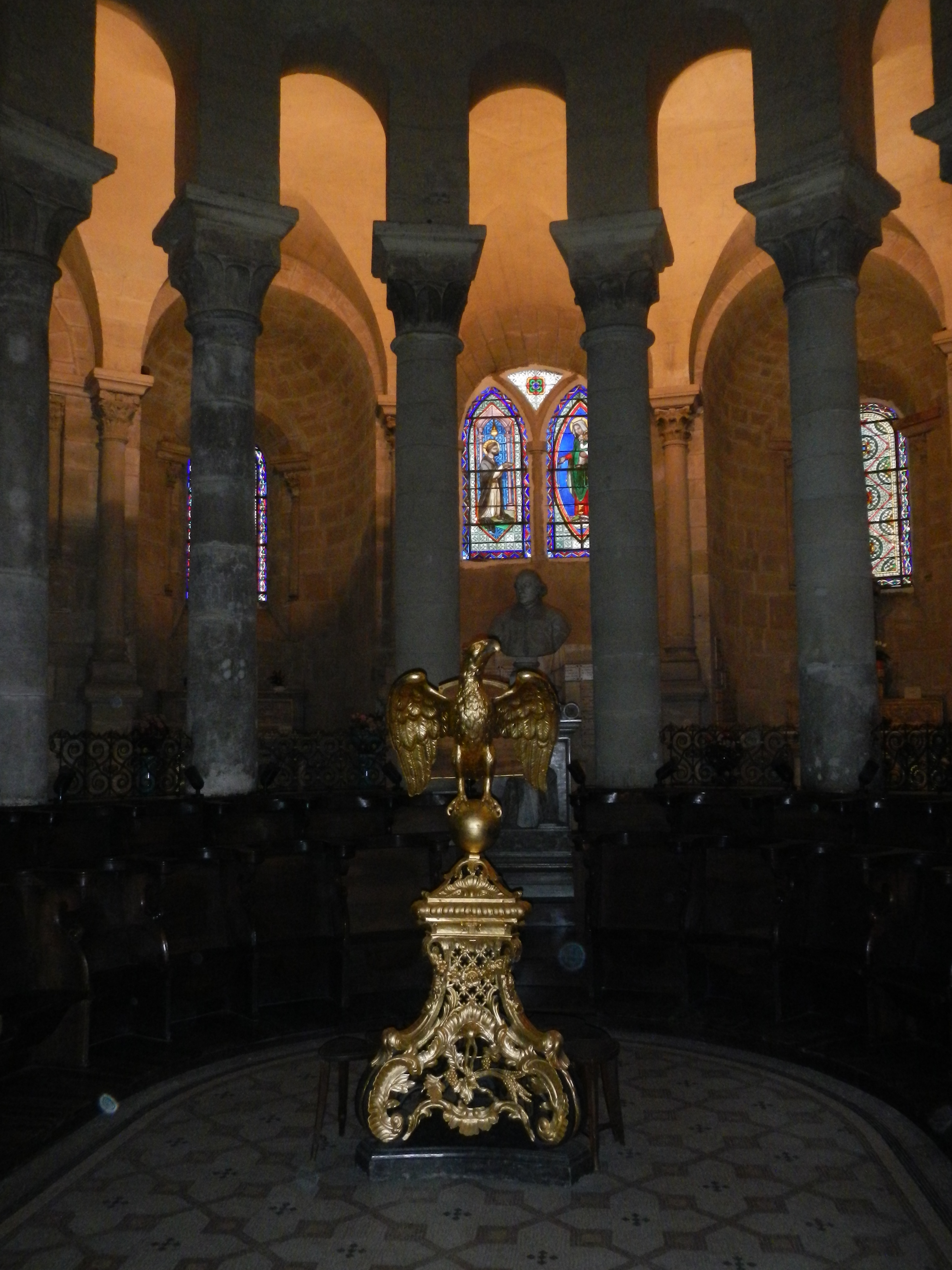
Abside vue du chœur.
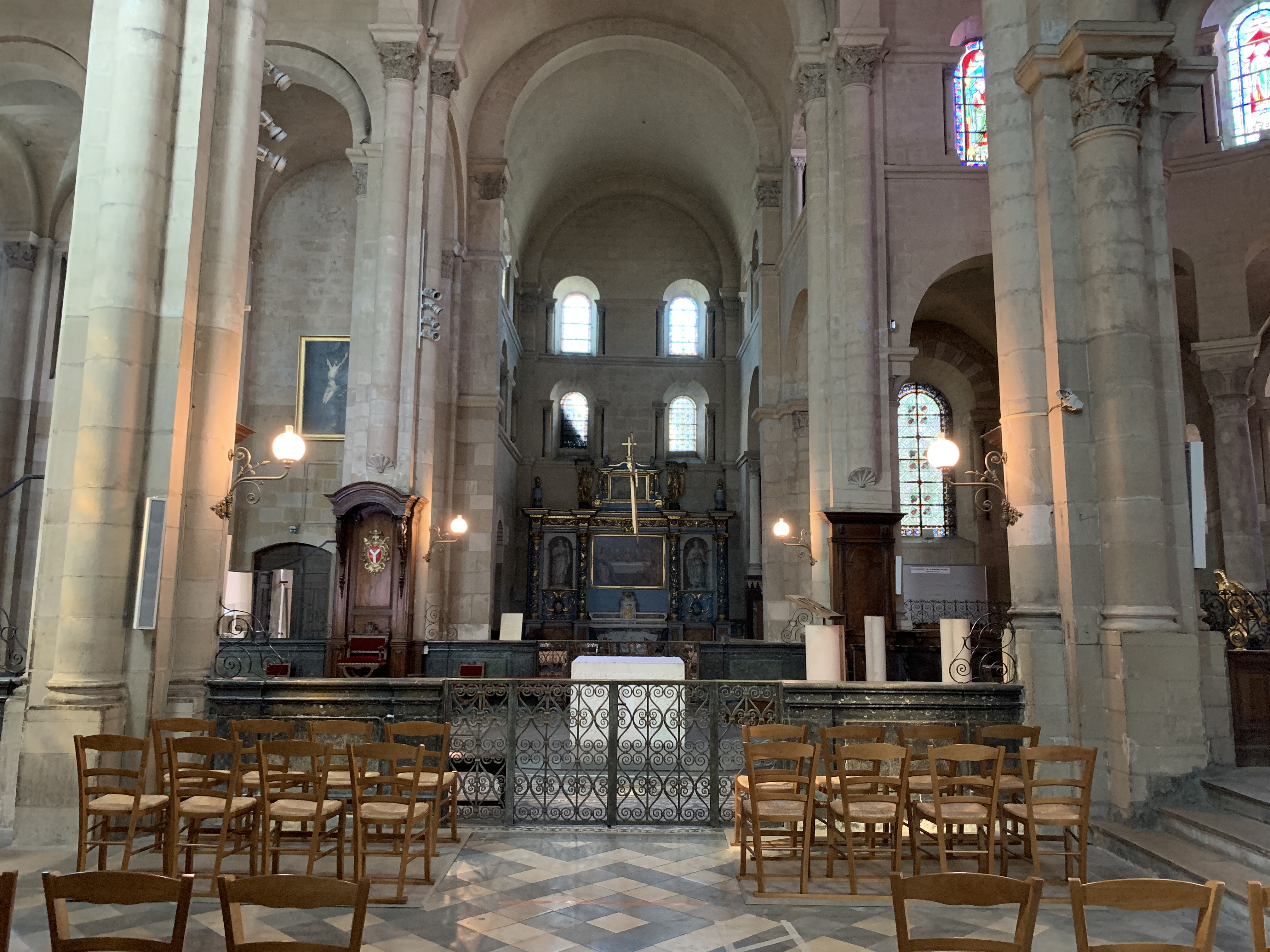
Le transept.

- Mausolée contenant le cœur et les entrailles du pape Pie VI (vignette|description) :

#### Déambulatoire
Un déambulatoire entoure le chœur, rappelant que la cathédrale était une étape vers Saint-Jacques-de-Compostelle. Il est dans ce déambulatoire que se trouvent des bustes et dans les absidioles des tombes.
- Buste de l'évêque Charles-Pierre-François Cotton

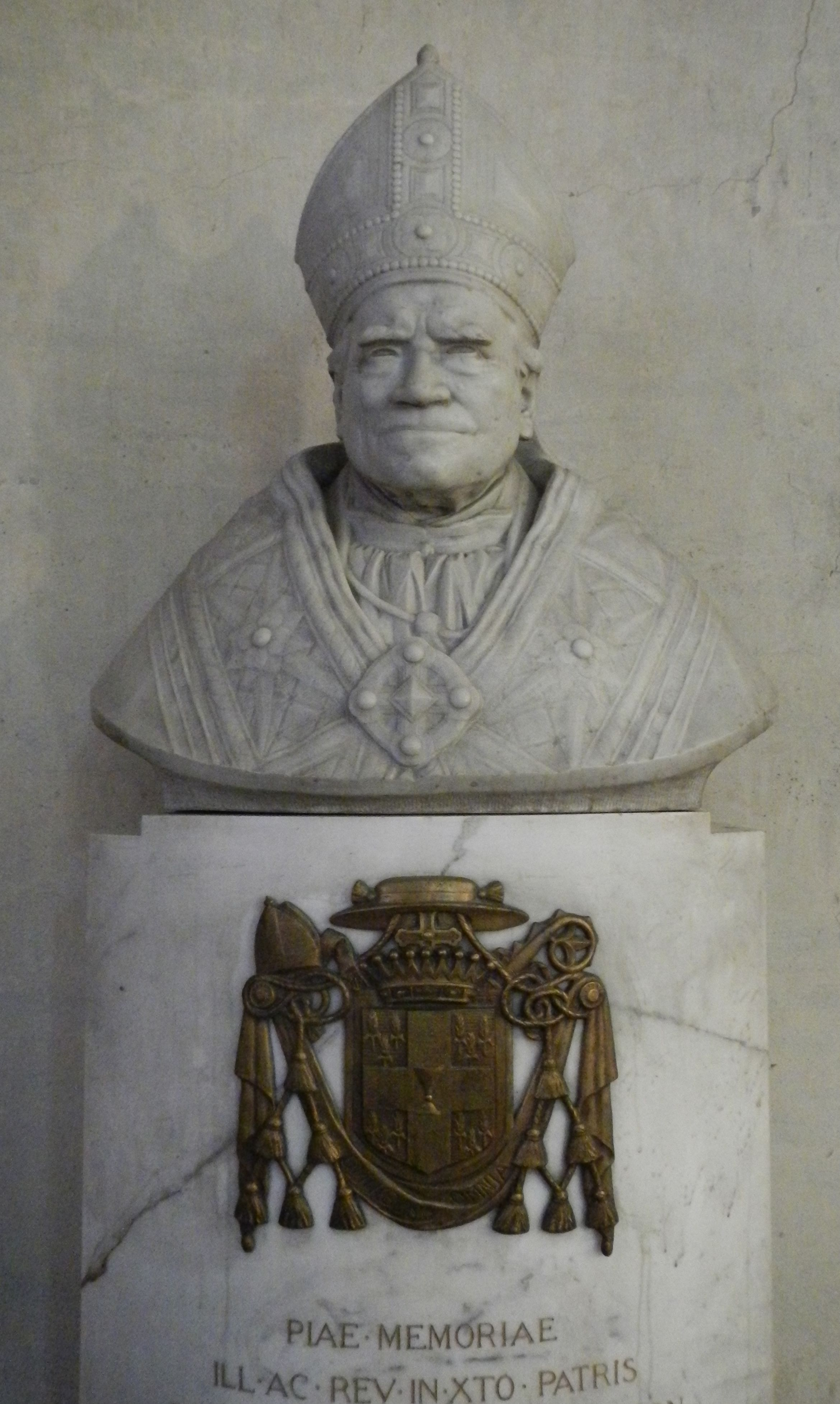
Le buste de Charles-Pierre-François Cotton.

- Autel avec les reliques d'Eutychiana dans une absidiole du déambulatoire (vignette|description.)

Découvert vers 1840 dans les catacombes de Rome, le tombeau d'Eutychiana fut considéré comme celui d'une sainte, bien qu'aucun élément n'autorise cette hypothèse. En 1847, les reliques furent offertes à l'évêque Pierre Chatrousse par Pie IX, enchâssées dans la statue de cire sous l'autel.

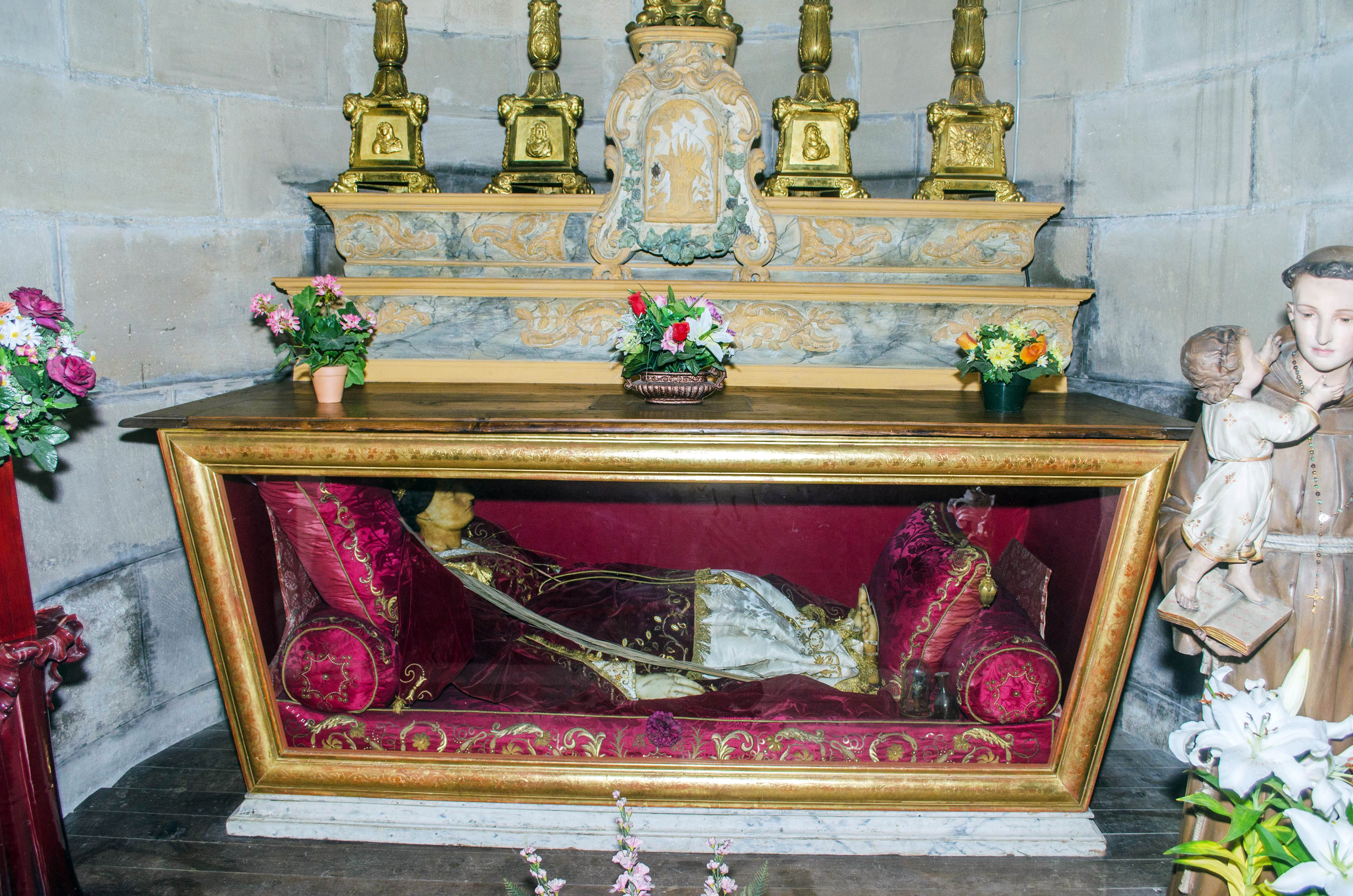
L'autel d'Eutychiana.

### Les remplois de la cathédrale
Plusieurs blocs de pierre de la cathédrale Saint-Apollinaire sont des remplois de constructions gallo-romaines de la cité de Valentia.
On peut encore voir aujourd'hui une des 22 bornes milliaires de la via Agrippa dans le déambulatoire du chœur, 2e pilier de droite (voir photographie ci-contre). Daté de 274 ou 275 apr. J.-C., il serait le IIIe mille ou IVe mille et porte l'inscription suivante :

### Orgues

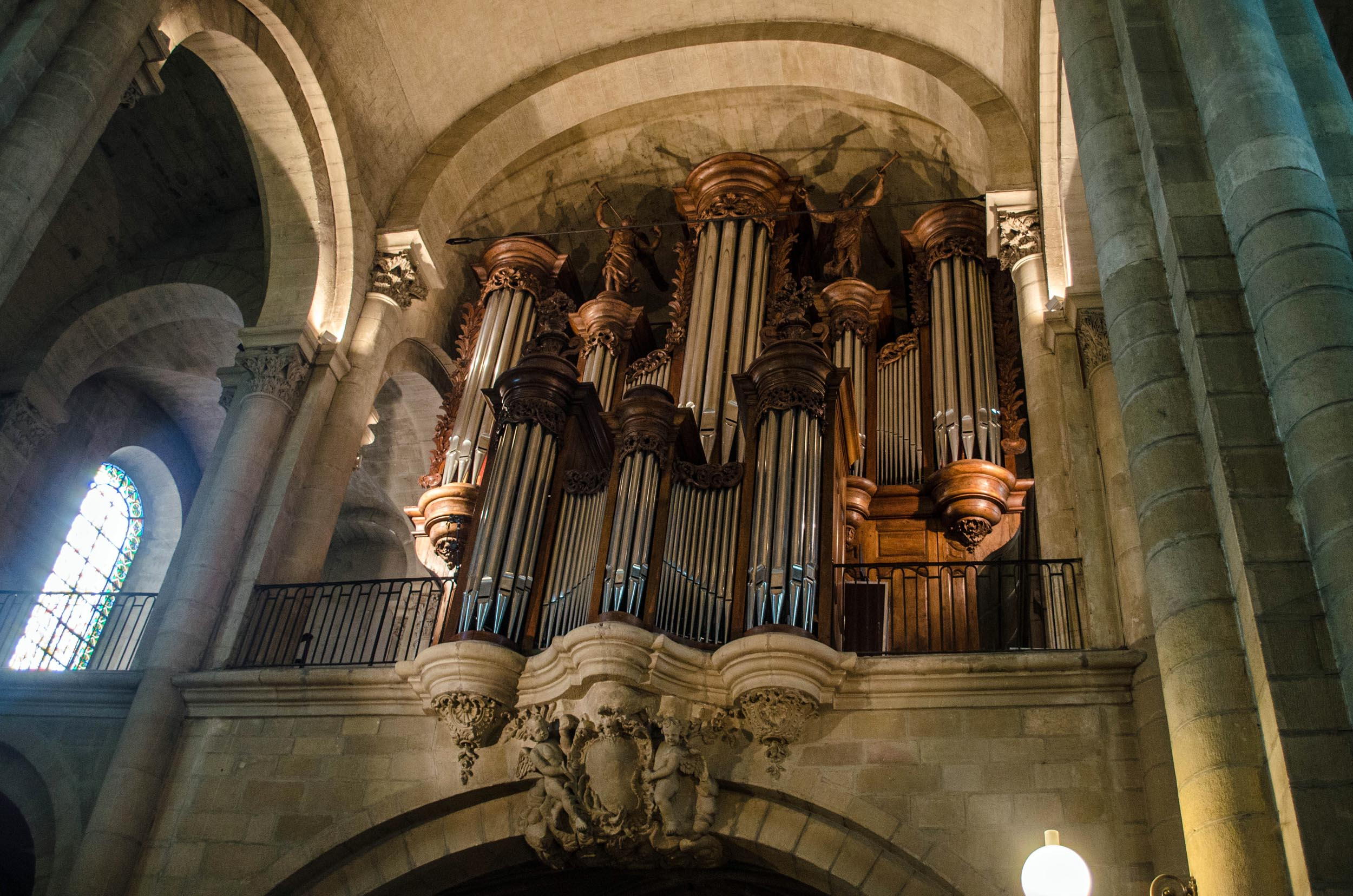
L'orgue.

On sait qu'un orgue existait déjà à Saint-Apollinaire en 1392. En 1751 Alexandre Milon de Mesme, évêque de Valence, commande un orgue doté de 45 jeux. Ainsi, de 1751 à 1753 le facteur d'orgues suisse Samson Scherrer (et non son fils Ludwig, dit Louis Scherrer, venu seulement à Valence pour signer le contrat), construit un nouvel orgue, qui se trouve en très mauvais état à la Révolution. Il est restauré par François et Joseph Callinet en 1813 puis 1835, ensuite démonté pendant des travaux de réfection de la cathédrale. En 1898, les ateliers de Cavaillé-Coll, sous la direction de Charles Mutin, installent un nouvel instrument dans le buffet de Scherrer. L'orgue est enfin restauré en 1985 par Yves Kœnig, puis reçoit par le même facteur une rénovation, inaugurée en mai 2014 par l'organiste québécois Vincent Boucher. La veille fut donnée une conférence sur « Bach et l'orgue » par Gilles Cantagrel, musicologue.
Organiste titulaire depuis le 7 juin 1992 : Dominique Joubert.
Composition
| Grand-Orgue : 56 notes |
| Montre 16'             |
| Montre 8'              |
| Prestant4'             |
| Doublette 2'           |
| Grosse fourniture      |
| Cymbale                |
| Voix humaine 8'        |
| Trompette I 8'         |
| Trompette II 8'        |
| Clairon 4'             |

| Positif : 56 notes |
| Montre 8'          |
| Bourdon 8'         |
| Prestant 4'        |
| Flûte 4'           |
| Nasard 2' 2/3      |
| Doublette 2'       |
| Tierce 1' 3/5      |
| Larigot 1' 1/3     |
| Fourniture         |
| Trompette 8'       |
| Cromorne 8'        |
| Tremblant          |

| Bombarde : 56 notes  |
| Bourdon 16'          |
| Bourdon 8'           |
| Flûte 4'             |
| Grosse tierce 3' 1/5 |
| Quarte de nasard 2'  |
| Flageolet 2'         |
| Tierce 1' 3/5        |
| Cornet V rgs         |
| Trompette I 8'       |
| Trompette II 8'      |
| Clairon 4'           |

| Récit : 44 notes |
| Flûte 8'         |
| Flûte 4'         |
| Cornet III       |
| Hautbois 8'      |

| Pédale : 30 notes    |
| Grosse Quinte 10 2/3 |
| Flûte16'             |
| Flûte 8'             |
| Prestant 4'          |
| Bombarde 16'         |

Les jeux de trompette 1, 2, clairon et cornet sont sous forme de jeux « baladeurs » que l'on peut appeler soit au clavier de bombarde, soit au clavier de grand orgue. Tempérament légèrement inégal : Neidhart 1729 Für eine kleine Stadt.
La cathédrale abrite également un orgue de chœur de six jeux de Joseph Merklin (un clavier, pédalier en tirasse permanente) de 1867. Un bourdon de 16 fut ajouté en 1871. Il est placé dans le transept sud.
Composition : Bourdon 16 en basses et dessus, Montre 8, Salicional 8, Bourdon 8, Flûte 4, trompette 8 en basses et dessus.
Appel trompette.

### Entrées
Plaques gravées dans une entrée latérale :
- À Pie IX

- Autre plaque à côté, rappelant l'historique de la cathédrale et ses principaux bienfaiteurs

### Clocher
Le clocher est détruit par la foudre en 1836. Dans son journal de voyage en 1838, Stendhal mentionne la démolition en cours. Il est reconstruit dans le style roman, et on lui donne une plus grande hauteur.
Il est de plan carré et est maintenu par des contreforts perpendiculaires aux angles. À la base, il s'ouvre sur trois côtés par de grandes arcades en plein cintre sur le portail d'entrée. Au-dessus, un étage percé de petites baies est surmonté d'un étage très haut, aveugle, orné de lésènes qui divisent chaque côté en trois et sont jointes par trois petites arcatures. L'étage final, coiffé d'un toit de tuiles à quatre pentes de faible inclinaison, est percé sur chaque face de trois baies à arcs imbriqués de pierres de deux couleurs, comme les baies des collatéraux.

## La porte de la Miséricorde de la cathédrale Saint-Apollinaire de Valence

Le jubilé de la Miséricorde a comme conséquence l'ouverture de la porte de la Miséricorde à la cathédrale Saint-Apollinaire de Valence.

Comme plusieurs autres sites religieux à travers le monde, la cathédrale Saint-Apollinaire de Valence possède une porte de la Miséricorde, une porte qui, en marge des Portes saintes ouvertes tous les 25 ans ou selon les exceptions fixées par le pape de Rome lors du déroulement des Années saintes ou Jubilés, a été établie à la cathédrale Saint-Apollinaire de Valence à la suite du désir du pape François de voir l'actuel jubilé de la Miséricorde se répandre partout dans le monde. En somme cette porte comme toutes les autres portes de la Miséricorde, seconde les Portes saintes quant à leurs rôles dans le présent jubilé de la Miséricorde proclamé par le pape François qui s'étend du 8 décembre 2015 au 20 novembre 2016,.

## Galerie d'images

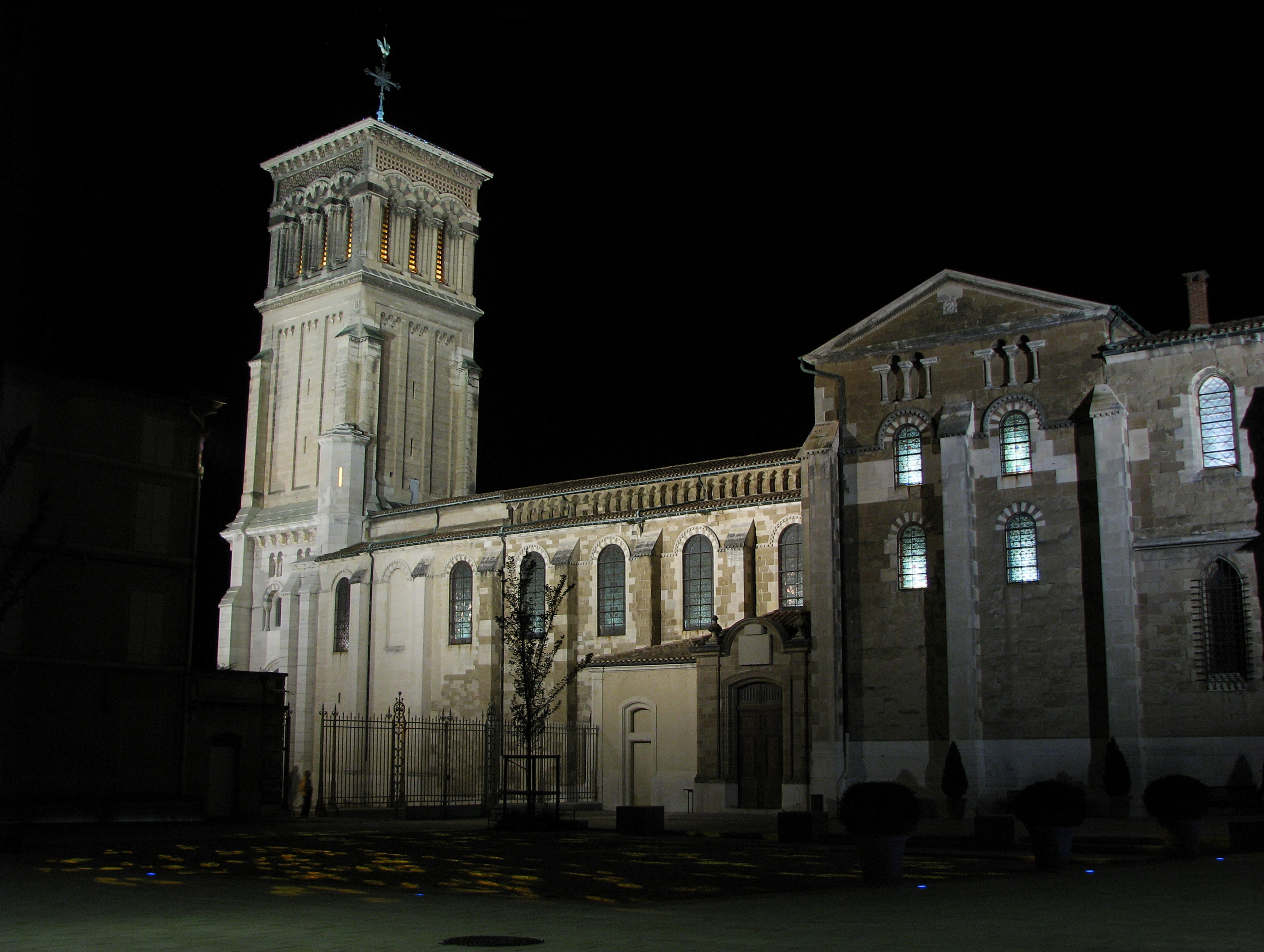
La cathédrale de nuit, vue de la place des Ormeaux.
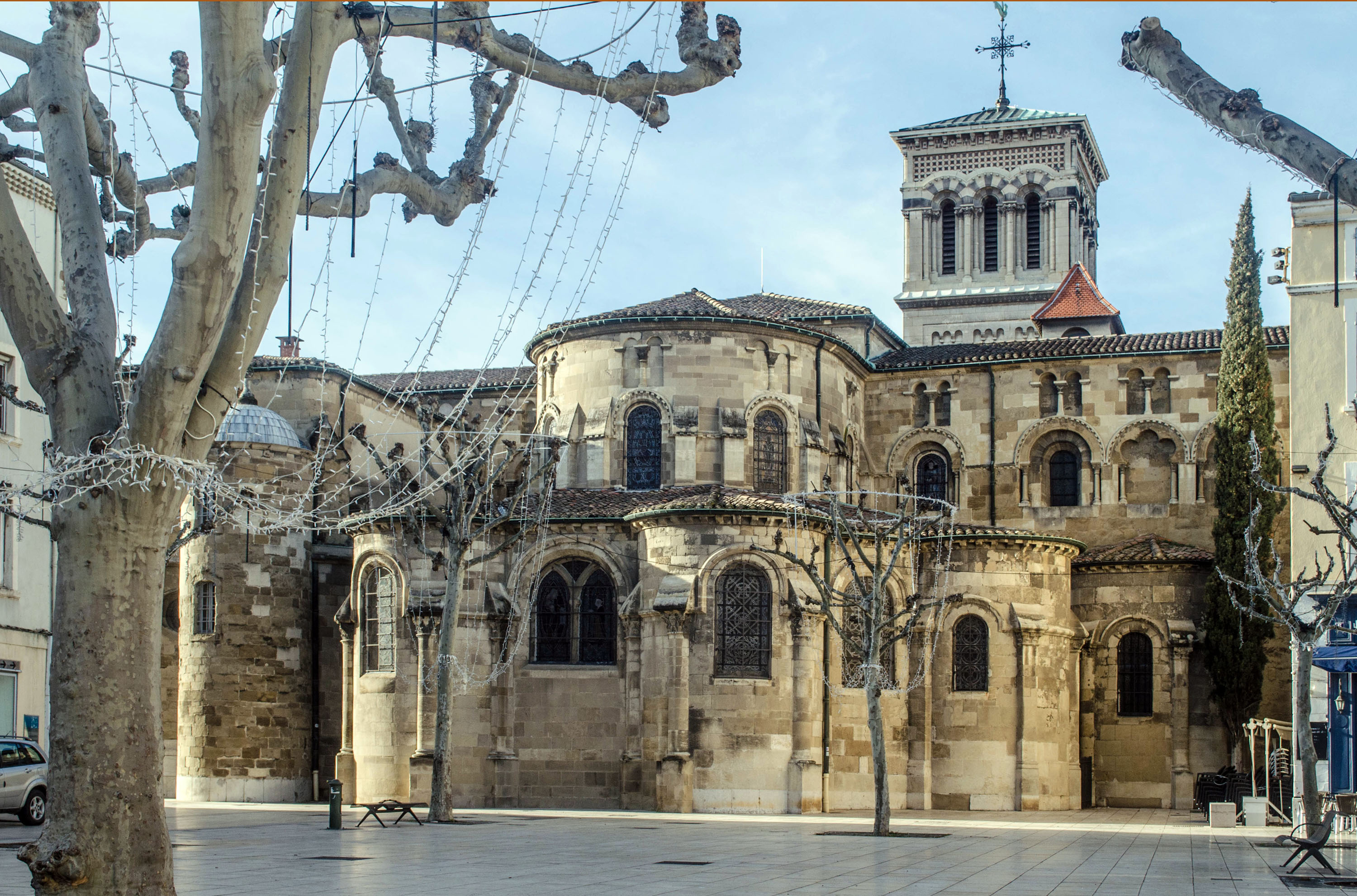
Le chevet, vu de la place des Clercs.
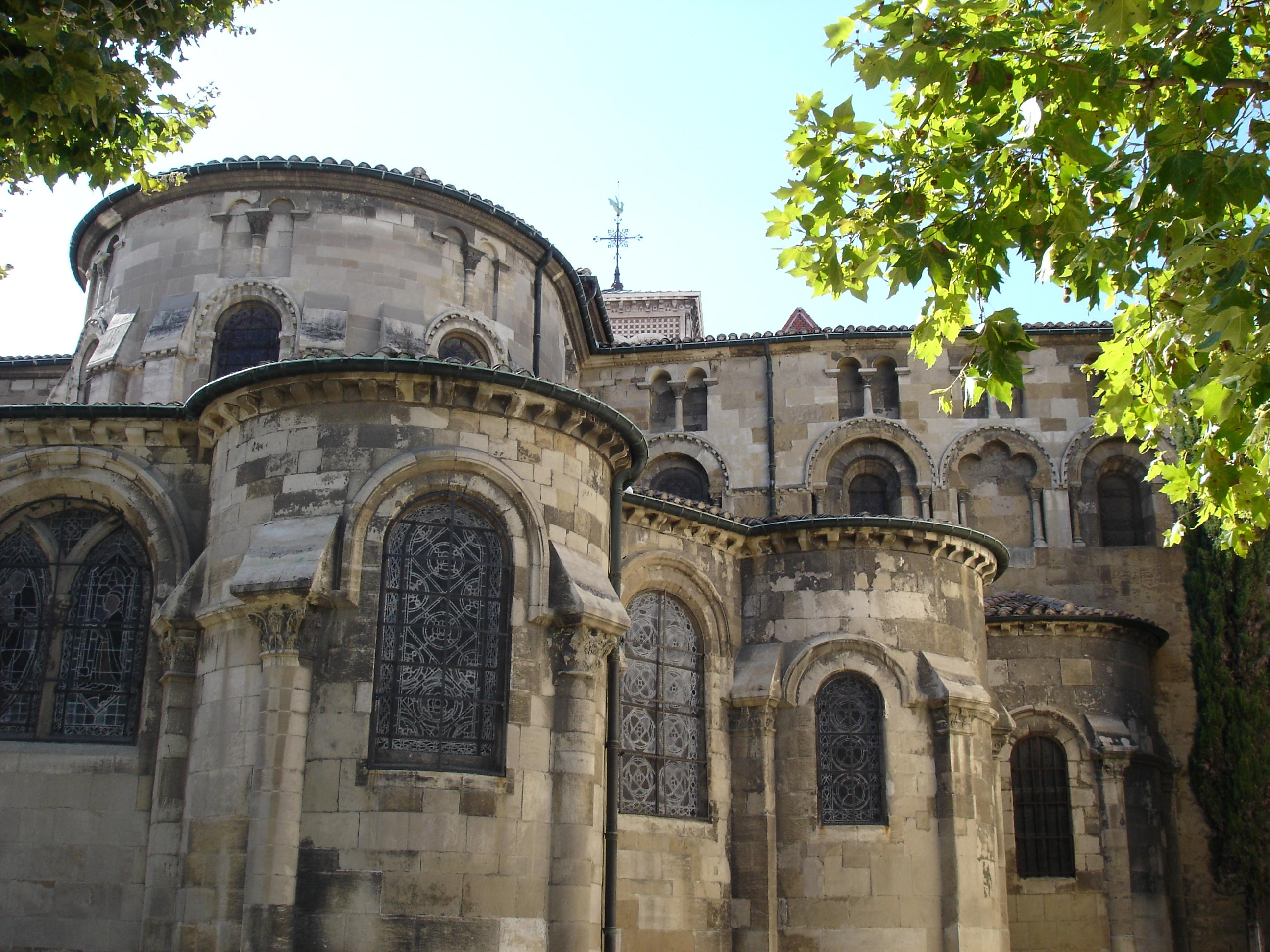
Le chevet.
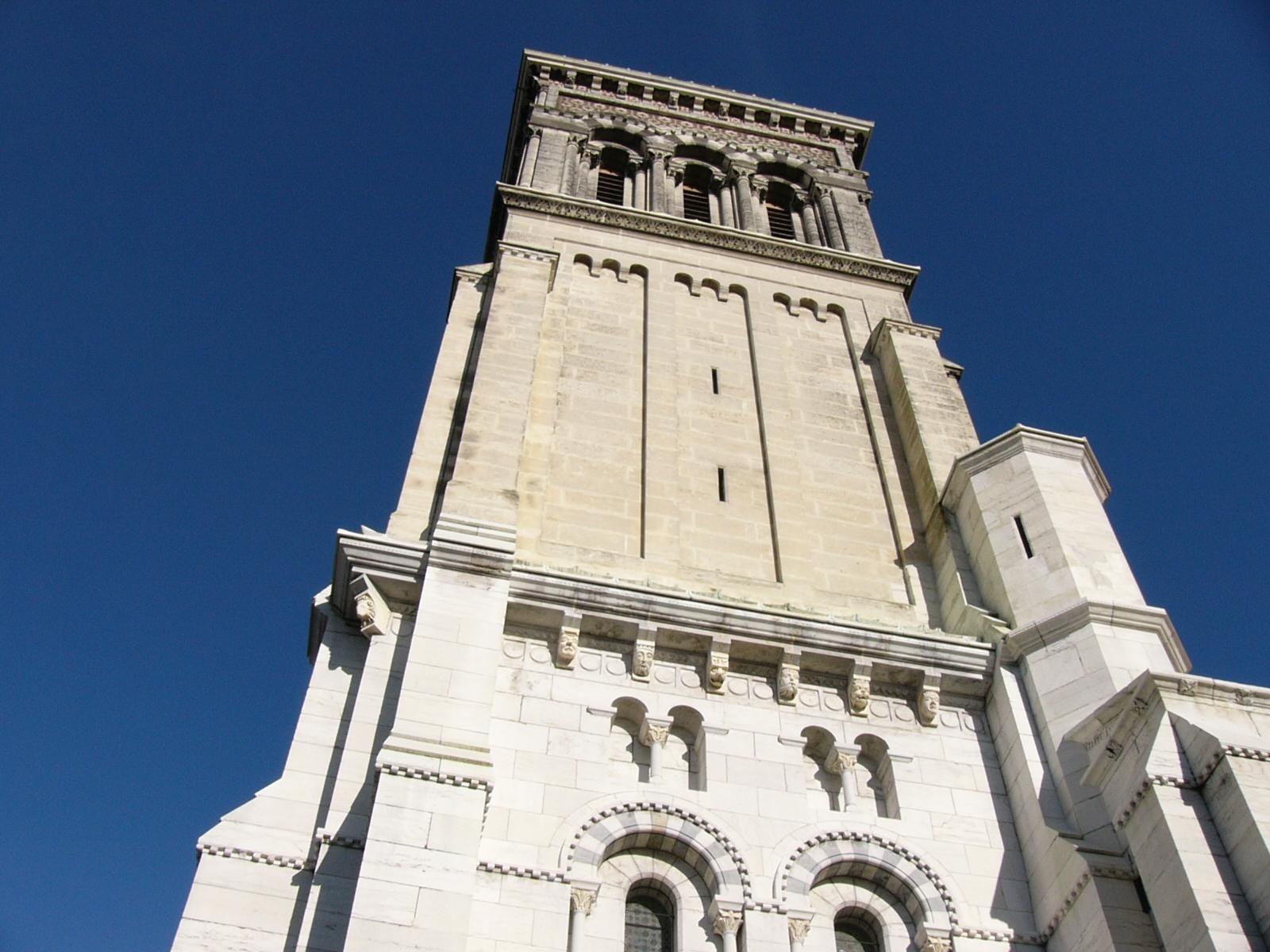
Le clocher.